# Jimmie Selph
Jimmie Selph (* 23. Juni 1921 in Childress, Texas als James Coin Self; † 29. Dezember 2000) war ein US-amerikanischer Country-Musiker. Er spielte Gitarre und Schlagzeug.

## Leben
Er begann im Dezember 1942 als Mitglied der Begleitband von Curly Williams, mit der er am 20. Februar 1945 in Chicago 8 Titel aufnahm und bei der Grand Ole Opry auftrat. Seine erste eigene Platte nahm Jimmie Selph 1947 bei Majestic Records auf. In den 1950er Jahren wurde er Mitglied der Crossroad Boys, die Hausband des Ozark Jubilees und Begleitband von Red Foley. Dort hatte Selph die Möglichkeit, mit Profimusikern wie Grady Martin und Bob Moore zusammen zu spielen. Das neu gegründete Plattenlabel Rosemay Records brachte als erste Platte im September 1952 von ihm zwei Country-Standards heraus. 1956 machte er bei Coin Records weitere Solo-Aufnahmen, unter anderem den selbstkomponierten Rockabilly-Titel Tom Catin’ Around. Zwei Jahre später spielte er bei Coral noch einmal als Jimmie Self Platten ein. Mehrfach tauchte er in der Sessionband für Don Gibson auf, so am 8. Oktober 1959 bei Gibsons Version des Country-Klassikers I’m Movin’ On. Letztmals spielte er Sessiongitarre bei Gibsons Eigenkomposition (I’d Be) A Legend In My Time am 23. Mai 1960.
Über sein weiteres Leben bis zu seinem Tod ist nichts bekannt. Jimmie Selph verstarb im Jahre 2000 (nach anderen Angaben: 2008).

## Diskografie
| Jahr           | Titel                                                      | Plattenfirma     |
| -------------- | ---------------------------------------------------------- | ---------------- |
| September 1947 | That’s Why I Worry / I’m Writing You Darling Through Tears | Majestic Records |
| Oktober 1947   | Little Boy’s Letter To Santa Claus / Easy To Please        | Majestic Records |
| Juli 1949      | Don’t Rob Another Man’s Castle / Candy Kisses              | Vocalion Records |
| Juni 1950      | S-U-N-D-A-Y / Stars and Stripes Forever                    | Capitol Records  |
| Juli 1950      | Empty Arms and Broken Hearts / I’m Just Plain Lonesome     | Capitol Records  |
| September 1952 | I Went to Your Wedding / Jambalaya                         | Rosemay Records  |
| September 1956 | Tom Catin’ Around / You’ve Been Gone So Long               | Coin Records     |
| Juli 1958      | Oh Babe! / You’re There (als Jimmy Self)                   | Coral Records    |